# Nati nel 1492
| Questa pagina contiene informazioni ricavate automaticamente dalle voci biografiche con l'ausilio del template Bio e di un bot. L'aggiornamento è periodico e automatico e ricostruisce completamente la pagina. Se manca una persona in questa lista, sei pregato di non aggiungerla, ma accertati piuttosto che la sua voce biografica contenga il template Bio e che i dati anagrafici siano correttamente compilati. Se il template Bio manca, inseriscilo tu stesso o, in alternativa, metti l'avviso {{tmp\|Bio}} che ne segnala la mancanza. Se i dati riportati sono sbagliati, correggi direttamente la voce biografica; le modifiche saranno visibili in questa lista entro pochi giorni. Per chiarimenti vedi il progetto biografie. La lista contiene solo le 54 persone che sono citate nell'enciclopedia e per le quali è stato implementato correttamente il template Bio. Pagina aggiornata al 13 gen 2025. |

## Gennaio(2)
- 7 gennaio - Diomede Carafa, cardinale e vescovo cattolico italiano († 1560)
- 22 gennaio - Beatrice di Baden, nobildonna tedesca († 1535)

## Febbraio(1)
- 3 febbraio - Simone Dal Pozzo,  italiano

## Marzo(3)
- 6 marzo - Juan Luis Vives, filosofo e umanista spagnolo († 1540)
- 20 marzo - Giovanni II del Palatinato-Simmern, nobile tedesco († 1557)
- 27 marzo - Adam Ries, matematico, scienziato e storico tedesco († 1559)

## Aprile(4)
- 10 aprile - Vincenzo Tamagni, pittore italiano († 1530)
- 11 aprile - Margherita d'Angoulême, scrittrice e poetessa francese († 1549)
- 19 aprile - Pietro Aretino, poeta, scrittore e drammaturgo italiano († 1556)
- 24 aprile - Sabina di Baviera, nobile († 1564)

## Maggio(1)
- 8 maggio - Andrea Alciato, giurista italiano († 1550)

## Agosto(2)
- 1º agosto - Wolfgang di Anhalt-Köthen, nobile tedesco († 1566)
- 8 agosto - Matteo Tafuri, filosofo e medico italiano († 1584)

## Settembre(4)
- 4 settembre - Reinoud III van Brederode, nobile olandese († 1556)
- 4 settembre - Juan de Vergara, umanista spagnolo († 1557)
- 12 settembre - Lorenzo de' Medici, duca di Urbino, sovrano italiano († 1519)
- 29 settembre - Leonardo Tornabuoni, vescovo cattolico italiano († 1540)

## Ottobre(1)
- 30 ottobre - Anna d'Alençon, nobile († 1562)

## Novembre(3)
- 17 novembre - Simone Pasqua Di Negro, cardinale e vescovo cattolico italiano († 1565)
- 27 novembre - Donato Giannotti, scrittore e politico italiano († 1573)
- 30 novembre - Laura Orsini, nobildonna italiana († 1530)

## Dicembre(1)
- 13 dicembre - Martín de Azpilcueta, economista, filosofo e teologo spagnolo († 1586)

## Senza giorno specificato(32)
- Geronimo Albertino, nobile e vescovo cattolico italiano († 1566)
- Amago Kunihisa, militare giapponese († 1554)
- Giulia d'Aragona, principessa italiana († 1542)
- Jean du Bellay, cardinale, vescovo cattolico e diplomatico francese († 1560)
- Caspar Borner, umanista tedesco († 1547)
- Johannes Buteo, matematico francese († 1572)
- Juan Boscán, poeta spagnolo († 1542)
- Giacomo Castiglione, esploratore italiano
- Bernal Díaz del Castillo, esploratore spagnolo († 1584)
- Domenico Puligo, pittore italiano († 1527)
- Silvestro Ganassi, musicista italiano
- William Graham, II conte di Montrose, nobile e politico scozzese († 1571)
- Hirate Masahide, militare giapponese († 1553)
- Antoine Héroët, vescovo cattolico e scrittore francese († 1567)
- Giovanni Antonio Lappoli, pittore italiano († 1552)
- Cesare Magni, pittore italiano († 1534)
- Thomas Manners, I conte di Rutland, nobile inglese († 1543)
- Simone Mosca, scultore e architetto italiano († 1554)
- Mōri Okimoto, militare giapponese († 1516)
- Camillo Orsini, condottiero italiano († 1559)
- Philippe de Chabot, ammiraglio francese († 1543)
- Giantommaso Pico della Mirandola, nobile e militare italiano († 1567)
- Agostino Pinelli Ardimenti, doge († 1566)
- Semiz Ahmed Pascià, politico ottomano († 1580)
- Giovanni Antonio Sogliani, pittore italiano († 1544)
- Argula von Stauff, nobildonna tedesca († 1554)
- Cristóbal Vaca de Castro, funzionario spagnolo († 1566)
- Edward Wotton, medico inglese († 1555)
- Bartolomeo Zuccato, notaio e storico italiano († 1562)
- Galeazzo dagli Orzi, poeta italiano
- Cristóbal de Mena, condottiero spagnolo
- Giovanni Francesco della Rovere, arcivescovo cattolico italiano († 1517)